# Schinnen (plaats)

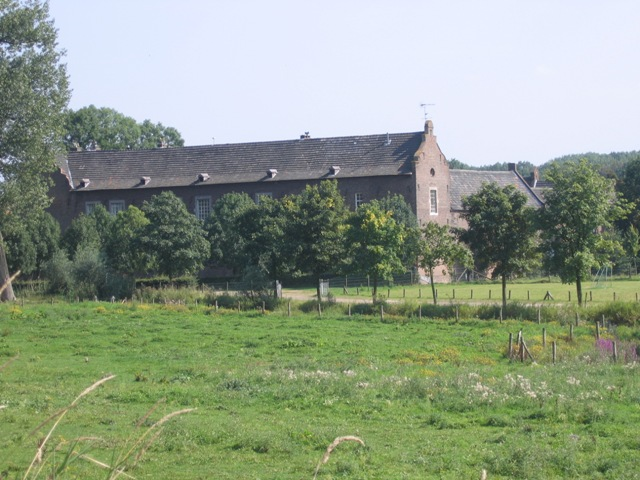
Kasteelboerderij Terborgh

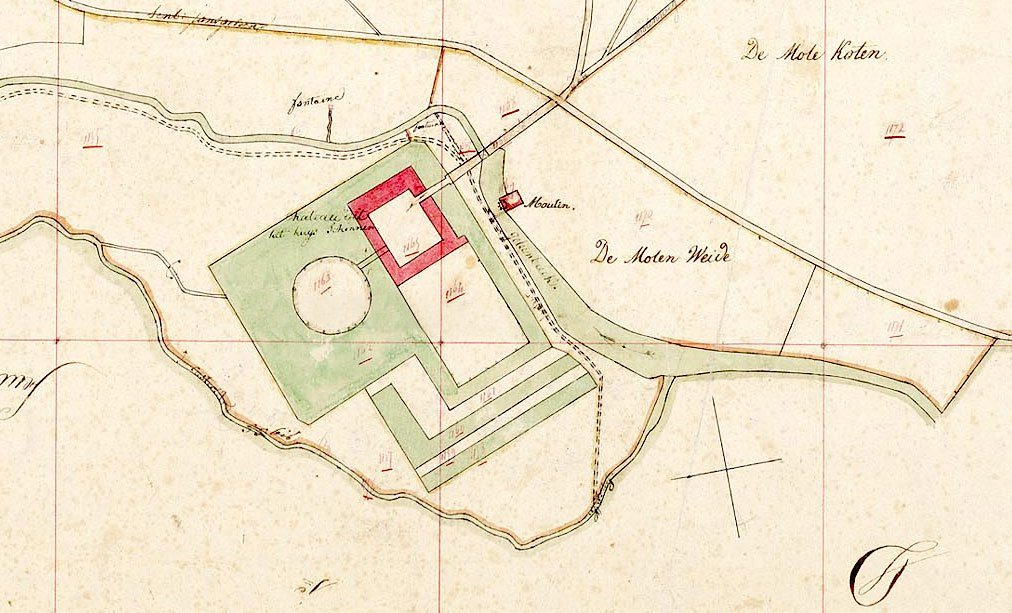
Kadasterkaart 1822 van Huis Terborgh en de Borgermolen

Schinnen (Limburgs: Sjènne) is een dorp in het zuiden van Limburg (Nederland). Het was de hoofdplaats van de gelijknamige gemeente Schinnen welke per 1 januari 2019 is opgegaan in de gemeente Beekdaelen, en telde op 1 januari 2023 2.665 inwoners.
In Schinnen werd tot medio 2023 de stroop van Canisius geproduceerd. Na de overname door stroopfabrikant Sicof wordt de stroop van Canisius tegenwoordig gestookt in Beesel. Het Alfa-bier wordt gebrouwen in de buurtschap Thull. In Schinnen staat ook een kasteelhoeve, kasteel Terborgh. Daarnaast is Schinnen bekend door de eerste bokkenrijdersbende die hier ontstaan is in de buurtschap Wolfhagen, tegen de Putherberg.

## Naam
Oudere schrijfwijzen zijn: 1164 en 1148 vals ca. 1175 Schinne, 1208 Scinne, 1211 Skines.
Over de herkomst van de naam Schinnen bestaat weinig duidelijkheid. Er is gespeculeerd dat Schinnen een verbastering zou kunnen zijn van een oude Romeinse naam, namelijk die van de Sunici, een stam die door de Romeinen vanuit Germaans gebied naar deze streek zou zijn gebracht. De namen Schinveld en Schin op Geul, en mogelijk ook Schimmert, zouden eveneens naar deze stam kunnen verwijzen.
Een modernere maar desondanks onzekere naamsverklaring is dat het oorspronkelijk een waternaam betrof, verwant met *skîn- ‘schijnen, schitteren’.

### Legende
De volgende vrome overlevering mag alleen als curiosum worden vermeld. Zij wil doen geloven dat keizer Karel de Grote tijdens een van zijn trektochten was verdwaald. Plots zag hij in de verte een licht schijnen (Schinnen) en een licht schimmeren (Schimmert). Als dank voor het weer terugvinden van de weg liet Karel op de plek waar hij beide lichtverschijnselen waarnam een kapel bouwen.

## Natuur en landschap
Langs Schinnen stroomt de Geleenbeek en ligt in het Geleenbeekdal. Hier komt het Kakkertdal uit op het Geleenbeekdal en mondt de beek de Kakkert uit in de Geleenbeek. Het dorp bevindt zich tegen de helling van een uitloper van het Plateau van Doenrade en de kerk ligt op ongeveer 75 meter hoogte. Deze uitloper staat bekend als de Moutheuvel, onderdeel van het Plateau van Doenrade. Enkele wegen vormen hier de oude toegang vanuit het beekdal naar het plateau. Andere uitlopers rond Schinnen zijn de Krekelberg, de Putherberg en de Zandberg.
Ten zuidwesten van Schinnen is in de hellingen van het Centraal Plateau de Groeve Nagelbeek ontgonnen die deels gebruikt is als vuilstortplaats.

## Buurtschappen
Naast de kom van Schinnen vindt men de buurtschappen: Nagelbeek, Hegge, Heisterbrug, Thull, en Wolfhagen

## Geschiedenis
Op het plateau tussen Puth, Schinnen en Sweikhuizen zijn resten gevonden van een tijdelijk verblijf van jagers uit de laatste ijstijd (het Weichselien). In Thull en op de rond van de Thullerheide met Vaesrade lagen reeds Romeinse boerderijen, waarvan de resten in Vaesrade nog in de bodem als archelologisch reservaat bewaard blijven. Die van Thull zijn in musea in Sittard en Leiden bewaard. Ook in de toren van de Sint-Dionysiuskerk zijn resten van een Romeinse toren te zien: een kapiteel en sigillata, tegelresten. Er leefden dus reeds mensen voordat de naam van het dorp ontstond. Een ridder Jan van Scinne valt in Jeruzalem tijdens een der kruistochten. Het dorp Schinnen is in de vroege middeleeuwen ontstaan tegen de helling van de Moutheuvel als oud domeingoed. De Sint-Dionysiuskerk in het dorp dateert ten minste uit de Karolingische tijd en is als eigenkerk gesticht. De band tussen Schinnen en het kasteel Terborgh is oud en gaat mogelijk op de oude domeinorganisatie terug. Terborgh bezat aantoonbaar vanaf de dertiende eeuw een groot aantal laatgoederen in het dorp. In diezelfde periode gaat Schinnen deel uitmaken van het land van Valkenburg. Het huis Valkenburg bezit vervolgens enkele laatgoederen in Schinnen. Belangrijker is het gegeven, dat de heerlijkheid Schinnen leenroerig wordt aan het huis Valkenburg. Het leengoed Achter den Kerck in het dorp wordt een leengoed van Valkenburg. Het blijft eeuwenlang een belangrijk goed. Vanaf de veertiende eeuw ontstaan er verschillende laatgoederen van het kasteel Reijmersbeek in de dorpskom van Schinnen. Reijmersbeek behoorde niet tot de heerlijkheid Schinnen, maar wel tot de parochie van Sint-Dionysius.
Aannemelijk is, dat in de twaalfde en dertiende eeuw vanuit Schinnen grote delen van het omliggende heuvelland werden ontgonnen. In die tijd ontstonden gehuchten als Wolfhagen, Puth en Hegge. Zij bleven tot de heerlijkheid Schinnen behoren. Ook ontstond in die tijd nabij het kerkdorp de belangrijke pachthoeve Krekelberg in buurtschap Krekelberg. Vanaf de zestiende eeuw blijkt het dorp Schinnen uit twee buurtjes te bestaan: ‘De Valderen’ rond de kruising van de Altaarstraat en Dorpsstraat en het buurtje ‘Achter den Kerck’ nabij de gelijknamige hoeve. Dit minuscule dorpje, dat kleiner was dan een gehucht als Nagelbeek, nam wegens zijn religieuze functie een belangrijke plaats in binnen de oude heerlijkheid Schinnen.
In de achttiende eeuw groeiden deze buurtjes rond de kerk aan elkaar vast en vond er uitbreiding plaats in de richting van het huidige Schuiteneinde.

### Mijnverleden
Reeds in 1894 werd ten zuiden van het dal van de Geleenbeek de spoorlijn Sittard-Heerlen aangelegd. In 1934 volgde, enkele honderden meters noordelijker, een goederenspoorweg ten behoeve van de steenkoolmijnen. Hiertoe werd de Geleenbeek gekanaliseerd en kwam de spoorlijn er vlak naast te lopen. In de jaren 60 van de 20e eeuw volgde de aanleg van de Rijksweg 76, tot enkele honderden meter ten zuiden van de hoofdspoorlijn.
In Schinnen stond tot medio 1993 nog een voormalige mijnschacht (schacht 4) van de Staatsmijn Emma. Deze schacht was gelegen direct naast de spoorlijn van Heerlen naar Sittard en de autosnelweg A76. De schacht is in 1956 in bedrijf gekomen en is vanaf 1963 enkel als ventilatieschacht in gebruik geweest.
Op het terrein van Schacht 4 was tot 2020 een Amerikaanse bevoorradingsbasis gevestigd, de United States Army Garrison Schinnen. De basis bestond uit een winkelcentrum met grote supermarkt en kapper, sportcentrum, bowlingbaan, 2e-handswinkel, postkantoor, tankstation, banken en een vestiging van Burger King.
De voormalige mijnspoorweg liep van Brunssum, Hoensbroek en Nuth via Thull langs de Geleenbeek over het grondgebied van de gemeente Schinnen, en kruiste in Schinnen de Stationsstraat en de Veeweg via een ongelijkvloerse kruising/viaduct. Ter hoogte van het terrein van Schacht 4 verliet de mijnspoorweg het grondgebied van de gemeente Schinnen en vervolgde zijn weg via het grondgebied van de gemeenten Spaubeek en Geleen naar de haven van Stein.
Omstreeks 1960 kochten de Staatsmijnen het gebied gelegen rondom de Muldermolen in de buurtschap Thull. In dit gebied lagen een oude molen en enkele boerderijen. Gedurende enkele jaren werd in dit gebied mijnslik en mijnsteen geloosd afkomstig van de voormalige Staatsmijn Emma in Hoensbroek. Nadat de mijnen waren gesloten, kwam het terrein in handen van DSM en ontstond er een natuurgebied met zeldzame plantengroei en een zeer grote variatie in vogelsoorten. Ook slangen en hamsters werden hier waargenomen. In de beginjaren 90 is het gebied overgegaan van DSM naar de gemeente Schinnen, die er ondanks grote protesten een pretpark van wilde maken en het natuurgebied verstoorde. Er kwam een recreatieterrein Mulderplas voor in de plaats waar wandelen en sportvissen voorop stonden. (Later verscheen steeds vaker de foutieve naam Muldersplas). Het terrein werd echter verkocht aan Natuurmonumenten en toen is het gebied deel uit gaan maken van Landschapspark De Graven. Dit heeft er onder meer toe geleid dat het hele gebied opnieuw werd ingericht met wandelpaden, het terugbrengen van de in het gebied stromende Geleenbeek naar een meer natuurlijke loop (voordat het mijnspoor in de jaren 30 werd aangelegd, werd de Geleenbeek gekanaliseerd).
Helaas heeft het mijnverleden ook schade aangebracht aan beeldbepalende oude panden, waaronder het monumentale Huis Hoen in de Altaarstraat. Het werd afgebroken in de jaren 60, nadat het door mijnschade was verzakt.

## Bezienswaardigheden
- Mariakapel op de Krekelberg.
- Onze-Lieve-Vrouw-van-Banneuxkapel aan hoek Heisterbrug/Veeweg, van 1959, bakstenen wegkapel met open ingang.
- Mariakapel te Nagelbeek, Mariabeeld onder baldakijn, van 1957.
- Kruiskapel aan de Altaarstraat
- Hardstenen kruisbeeld van 1758, in buurtschap Heisterbrug.
- De Sint-Dionysiuskerk. De oudste delen van het huidige pand stammen uit de 12e eeuw. De zijbeuken van de kerk werden er in de 14e eeuw toegevoegd. De zuidbeuk werd in 1679 vernieuwd. In 1829 werd de toren verhoogd, en in 1878-1879 werden de zijbeuken verlengd. In 1900 werden het bakstenen transept met priesterkoor en zijkapellen aangebouwd naar ontwerp van Jos Tonnaer uit Den Haag. In 1973-1977 werd de kerk gerestaureerd. In de zijkant van de toren zijn een Romeins kapiteel en aardewerk ingemetseld.
- Kasteel Terborgh in buurtschap Heisterbrug
- Borgermolen, voormalige watermolen op de Geleenbeek, in buurtschap Heisterbrug
- Heisterbruggermolen, voormalige watermolen op de Geleenbeek, in buurtschap Heisterbrug
- Woonhuizen, waaronder:
  - Achter de Kerk 6, van 1738, met in- en uitgezwenkte gevel met speklagen. Stond vroeger in Nagelbeek.
  - Dorpsstraat 66, 18e-eeuwse vakwerkwoning.
  - Zandberg 1, 17e-eeuws vakwerkhuis, in buurtschap Heisterbrug.
  - Thull 25, 1e helft van de 19e eeuw, deels vakwerk, in buurtschap Thull.
- Boerderijen, waaronder:
  - Hoeve Breinder, aan Breinder 6, hoeve met binnenplaats, van 1716.
  - Nagelbeek 37, vakwerkhoeve met binnenplaats, in buurtschap Nagelbeek.
  - Wolfhagen 1, 17e-eeuwse vakwerkhoeve, in buurtschap Wolfhagen
  - Wolfhagenderhof, Wolfhagen 75, hoeve van omstreeks 1800, met vakwerk op de binnenplaats, in buurtschap Wolfhagen.
  - Scholtissen Holenweg 1, bakstenen boerderij van 1754, in buurtschap Wolfhagen.
  - Huis Fabritius, Scholtissen Holenweg 2, bakstenen boerderij van 1615, met in- en uitgezwenkte topgevels en vakwerk.

Zie ook
- Lijst van rijksmonumenten in Schinnen (plaats)
- Lijst van rijksmonumenten in Heisterbrug
- Lijst van gemeentelijke monumenten in Schinnen (plaats)

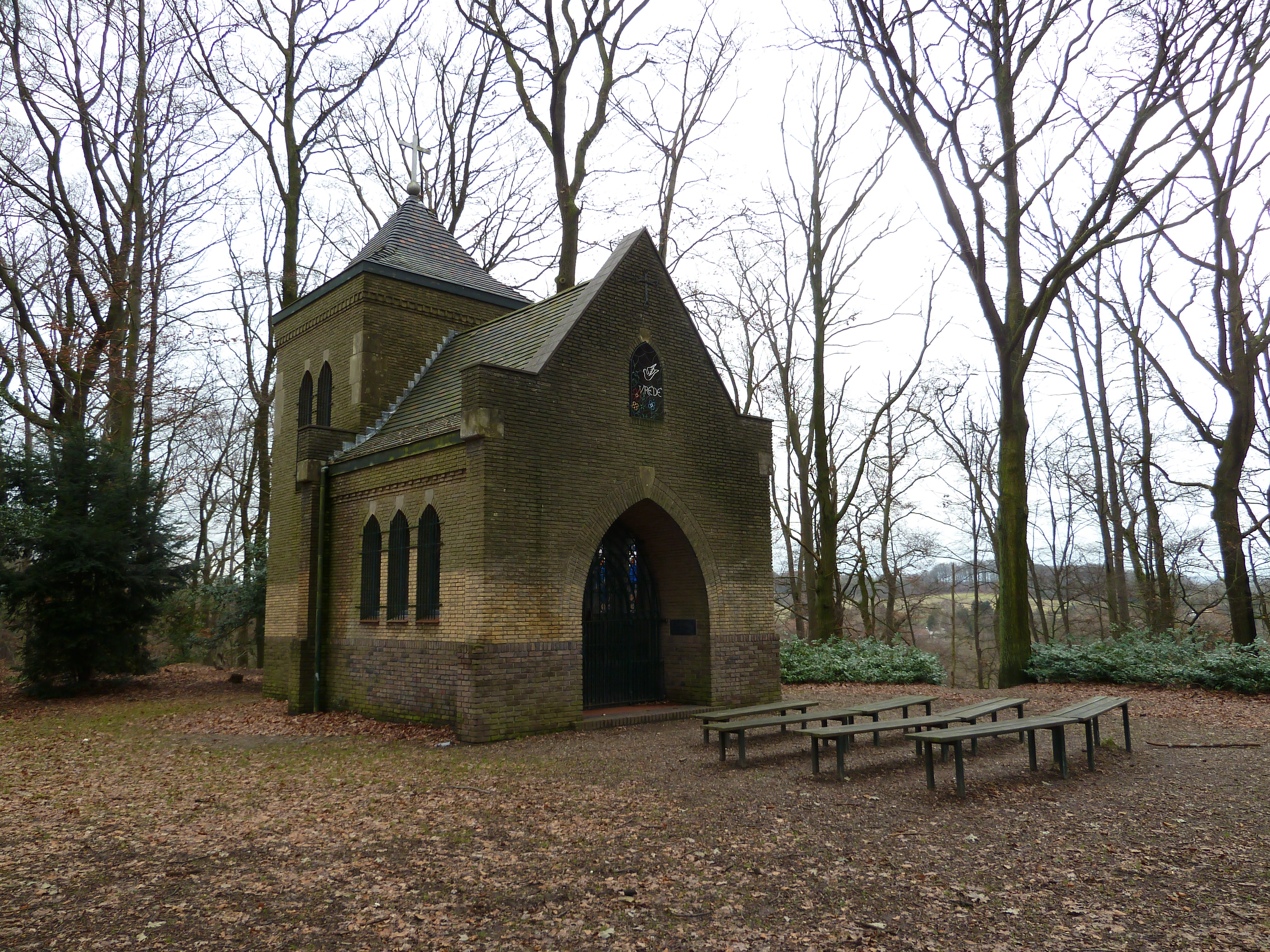
Kapel op de Krekelberg
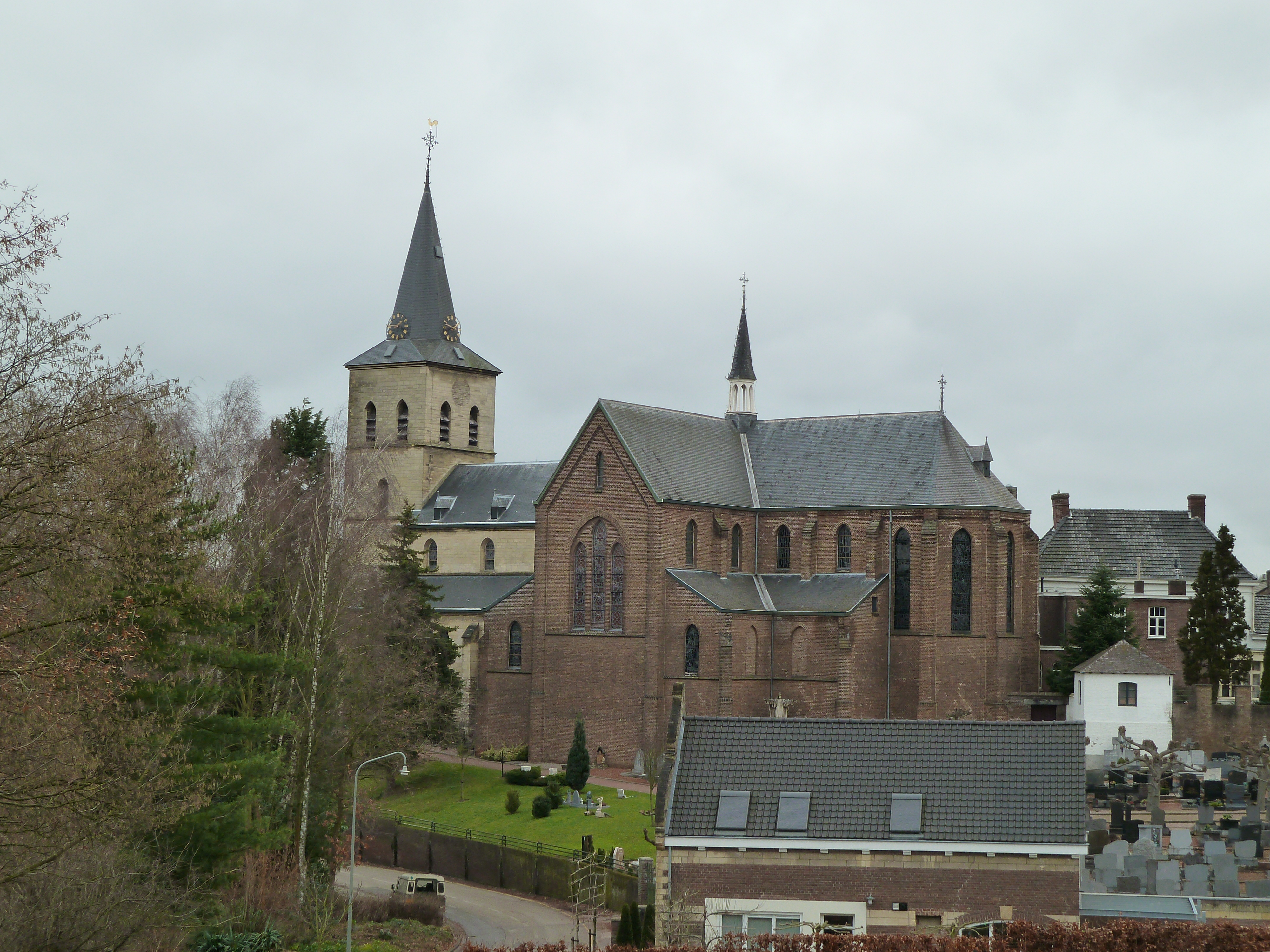
Sint-Dionysiuskerk

## Openbaar vervoer
Schinnen heeft een eigen station, waar men tweemaal per uur kan vertrekken in de richting Heerlen en in de richting Sittard. Verder onderhoudt Arriva een lijnbusdienst tussen Hoensbroek en Geleen via Schinnen.

## Bekende personen uit Schinnen
- Henri Ritzen (schilder) (1892-1972), schilder
- Theo Rutten (1899-1980), politicus
- Frans Körver (1937-2024), voetballer en voetbaltrainer
- Sjir Nijssen (1938). informatiekundige en hoogleraar
- Piet Knarren (1948-2025), trompettist
- Hans Erkens (1952), voetballer
- Henri Ritzen (ontwerper) (1962), grafisch ontwerper

## Nabijgelegen kernen
Spaubeek, Puth, Oirsbeek, Vaesrade, Nuth
Dorpen: Aalbeek · Amstenrade · Arensgenhout · Bingelrade · Doenrade · Hulsberg · Jabeek · Merkelbeek · Nuth · Oirsbeek · Puth · Schimmert · Schinnen · Schinveld · Sweikhuizen · Vaesrade · Wijnandsrade

Buurtschappen en gehuchten: Bovenste Puth · Brand · Breinder · Brommelen · Daniken (deels) · Douvergenhout · Etzenrade · Gracht · Grijzegrubben · Haasdal · Hegge · Heisterbrug · Helle · Hellebroek · Hommert · Hunnecum · Kamp · Kathagen · Klein-Doenrade · Kleingenhout · Kling · Kruis · Laar · Leeuw · Nagelbeek · Nierhoven · Oensel · Onderste Puth · Op de Bies · Op den Hering · Oppeven · Reuken · Swier · Terstraten · Tervoorst · Thull · Viel · Vink · Wintraak · Wissengracht · Wolfhagen

Limburg: Steden en dorpen      Nederland: Provincies · Gemeenten